# 崇芳
崇芳（1858年—20世纪？），字小巖，号秋圃，舒穆禄氏，滿洲正黃旗人，清朝官员、同進士出身。
崇芳系正黃旗滿洲慶連佐領下人，由選拔生中試光緒乙酉科文舉人。光绪十二年（1886年）五月，簽分吏部學習筆帖式。光绪十六年十一月，奉旨記名國子監助教，十七年七月補授戶部筆帖式，十八年四月題補國子監助教。二十四年（1898年），中式戊戌科進士。登進士，同年五月，授國子監助教。
光绪二十八年因留京辦事，保奏以科甲堂主事儘先選用，二十九年十一月選授刑部漢檔房堂主事，三十一年九月保送考試，御史奉旨記名。三十三年（1907年）七月，補授都事司員外郎，食俸十八年，年四十七歲。宣統元年，掌安徽道監察御史。宣統二年，任資政院議員。